# Shh (canção de Theo Evan)
"Shh" é uma canção do cantor cipriota Theo Evan, escrita por Dimitris Kontopoulos, Elke Tiel, Elsie Bay, Lasse Nymann e Linda Dale. Foi lançada a 11 de março de 2025 e representou Chipre no Festival Eurovisão da Canção de 2025 mas não foi apurada para a final.

## Composição
«Shh» foi escrita por Dimitris Kontopoulos, Elke Tiel, Elsie Bay, Lasse Nymann e Linda Dale.

## Festival Eurovisão da Canção

### Seleção interna
Em julho de 2024, foi noticiado que a busca pelo representante cipriota para o concurso de 2025 estava em andamento, e que a CyBC tinha a intenção de selecionar um candidato que – ao contrário dos representantes do país em 2023 (Andrew Lambrou) e 2024 (Silia Kapsis) – estivesse a viver em Chipre. A seleção foi realizada por um grupo focal composto por profissionais da música e especialistas da Eurovisão. Até final de agosto de 2024, o artista e a canção já tinham, segundo notícias, sido selecionados com o participante, Theo Evan, anunciado a 2 de setembro de 2024. A música «Shh» foi lançada a 11 de março de 2025.